# The Initial Command
The Initial Command è il primo album in studio del gruppo musicale canadese Front Line Assembly, pubblicato nel 1987.

## Tracce
Testi e musiche di Bill Leeb, eccetto dove indicato.
1. The State – 6:16 (Bill Leeb, Rhys Fulber)
2. Insanity Lurks Nearby – 6:10
3. Casualties – 4:46 (Bill Leeb, Rhys Fulber)
4. Ausgang Zum Himmel – 7:14 (Bill Leeb, Rhys Fulber)
5. Nine Times – 6:27
6. Black March – 5:59
7. No Control – 6:37
8. Slaughterhouse – 5:11

## Riedizione
Il disco è stato ripubblicato nel 1997 con l'aggiunta di alcune tracce.

Tracce
1. Complexity – 7:48
2. Core – 6:12
3. The State – 6:17 (Bill Leeb, Rhys Fulber)
4. Insanity Lurks Nearby – 6:03
5. Casualties – 4:46 (Bill Leeb, Rhys Fulber)
6. Ausgang Zum Himmel – 7:16 (Bill Leeb, Rhys Fulber)
7. Nine Times – 6:30
8. Black March – 6:02
9. No Control – 6:40
10. Slaughterhouse – 5:12